# Зайдель, Наум Соломонович
Нау́м Соломо́нович За́йдель (1897 — ?) — директор Московского авиационного института (МАИ) с января 1935 по октябрь 1936 года.

## Биография
Наум Соломонович Зайдель родился в 1897 году.
- 1933 год — ректор МИСиС.
- январь 1935 -:- октябрь 1936 года — директор Московского авиационного института (МАИ).
  - 1935 — Наум Соломонович выпустил приказ о присвоении институту имени Серго Орджоникидзе согласно постановлению Президиума ЦИК СССР от 16 декабря.

Был репрессирован и выслан в Кустанай, работал бухгалтером.
- 15 апреля 1948 г. — вновь арестован осуждён на 10 лет ИТЛ (реабилитирован посмертно в 1995 году).

### Во время руководства[1]
- 7 февраля в Колонном зале Дома Союзов состоялся торжественный вечер, посвященный первому выпуску из МАИ авиаинженеров, прошедших полный курс обучения.
- Сдана в эксплуатацию (17 марта) четырёхэтажная часть моторного корпуса. Институт получил 4500  м² новой учебной площади (это 25 % площади аудиторного фонда). Ввод моторного корпуса впервые позволил перейти к закреплению аудиторного фонда за факультетами.
- Открыт клуб МАИ (июнь).
- Созданы факультет вооружения и общетехнический факультет.
  - К концу года в структуре МАИ было 6 факультетов: самолётостроительный, авиационного моторостроения, вооружения самолётов, инженерно-экономический, безотрывного обучения и общетехнический.
- Моторная лаборатория и учебно-производственные мастерские освоили производство гидротормозов, разработанных в МАИ под руководством Л. Б. Евангулова.
- Начались испытания экспериментального аппарата на воздушной подушке Л-1, созданного в МАИ под руководством профессора В. И. Левкова и построенного в УПМ МАИ.
- В аэроклубе МАИ подготовлено 262 парашютиста из числа студентов, организована авиамодельная секция. Учитывая большой интерес к авиационному делу в других вузах столицы, ГУУЗ НКТП своим приказом преобразовал аэроклуб МАИ в общемосковский студенческий аэроклуб с обеспечением его необходимой материальной частью.

Брат — историк Григорий Соломонович Зайдель.